# Башкирсько-казахські відносини
Башкирсько-казахські відносини (башк. Башҡорт–ҡаҙаҡ мөнәсәбәттәре, каз. Башқұрт−қазақ қарым–қатинасы) у XVIII столітті казахи мали спільний кордон з Башкирськими землями. Тривале сусідство з казахами позначилося на башкирській культурі. Також мали місце різні територіальні суперечки та зіткнення.
В наші дні між Республікою Казахстан і Республікою Башкортостан зберігаються тісні економічні, політичні та культурні зв'язки. 1993 року було підписано угоду про торговельно-економічне співробітництво. У 2003 році обсяг експорту з Башкортостану в Казахстан становив 155,6 мільйона доларів, а імпорт з Казахстану в Башкортостан перевищував 80,8 мільйона доларів. 14 жовтня 2004 року в Астані було відкрито представництво Республіки Башкортостан. Воно займалося розвитком торгово-економічних, науково-технічних і культурних зв'язків, організовувало різні заходи і т. ін.. У 2016 році представництво було закрите через тяжку економічну ситуацію в Росії, хоча на думку спостерігачів це може бути продовженням політики Москви.

## Історія
Башкири та казахи є спорідненими Тюрки тюркомовними народами. Їх загальні етнічні зв'язки сягають корінням в епоху бронзи. Традиційні культури башкир та казахів дуже близькі. Наприклад, різні домашні промисли, які грали важливу роль у кочовому житті, майже ідентичні. У них є подібні прийоми у виробництві повсті, ткацтві та вишивці. Тісні зв'язки башкир та казахів знайшли відображення в їх народних переказах.
У XVIII столітті казахи Молодшого жуза і частини Середнього жуза мали протяжну межу на півночі з Башкортостаном. На той час були поширені башкирсько-казахські шлюби. Найчастіше башкири та казахи змагалися один з одним у боротьбі, стрибках, стрільбі з лука. Нерідко казахи брали участь у Башкирські повстання проти російського царського уряду. У той же час між башкирами та казахами траплялися й сутички. Вони робили один на одного набіги через пасовищ, викрадення нареченої умикали дівчат і т. ін..
Щоб запобігти спільних казахсько-башкирських повстань, царський уряд прагнув посіяти з-поміж них ворожнечу. Так начальнику Оренбурзької експедиції Івану Кирилову була дана наступна урядова інструкція: «Наглядати за башкирцями... мати таке ж спостереження і за киргизами. Якщо ті чи інші будуть хвилюватися, то вживати один народ проти іншого, зберігаючи російське військо. Під час Башкирські повстання (1735-1740) башкирського повстання 1735-1740 років Абулхайр-хан (Молодший жуз) Абулхаїру, хану Молодшого жуза, що прийняв російське підданство, було доручено зайнятися ус. Втім, тоді конфлікт був розв'язаний світом.
У 1755 році почалося нове башкирське повстання під проводом Батирші. Незабаром під натиском урядових військ близько 50 тисяч башкир сховалися в межах Молодшого жузу, щоб убезпечити сім'ї, зберегти майно та худобу. Надалі вони сподівалися виступити проти царського уряду разом із казахами. Губернатор Оренбурзького краю Іван Неплюєв звернувся до казахських правителів з проханням видати повсталих башкир. Натомість він запропонував їм захопити башкирське майно і худобу, і навіть залишити собі башкирських дружин та дітей. Частина казахів під керівництвом Нурали-хана скористалася цією пропозицією. Після цього башкири почали відкрито помститися казахам Молодшого жуза за зраду. Взаємні набіги тривали ще кілька десятиліть. Так на початку XIX століття історик і етнограф Олексій Льовшин зазначав: «'... кровопролиття зменшилося, але ворожнеча між обома народами досі триває.... Історик Володимир Вітевський висловлювався про ці події більш відкрито: «...насіння розбрату, кинуте Неплюєвим між башкирами і киргизами, впало, як виявилося, на плідний ґрунт, і справа, почата їм для роз'єднання ба і киргиз, прийняло бажаний їм результат... ».
15—17 травня 1918 року в Кустанаї відбулася нарада представників  башкирського (Башкурдистану) і казахського національних рухів (Аласької автономії), де обговорювалося організація спільної контрреволюційної боротьби. Наприкінці серпня — початку вересня 1918 року в Самарі пройшли наради урядів Башкурдистану, Казахстану та Середньої Азії, на яких було вирішено об'єднати всі контрреволюційні сили народів зазначених регіонів у «Федерацію південно-східних мусульманських областей» у складі «Союзу Східної Росії» (куди мають увійти також території підконтрольні урядам Сибіру та Комуча, уральських та оренбурзьких козаків). Крім того, планувалося об'єднати в єдиний корпус збройних сил Алаш-Орди і Башкирського уряду.
У 1919 році Наркомнацу, а пізніше РНК РРФСР був представлений проєкт створення Киргизо-Башкирської Радянської Республіки. Згідно з проєктом, передбачалося створення Киргизо-Башкирської Радянської Республіки на основі Башкортостану та Казахстану зі столицею в Оренбурзі. Був проголошений принцип рівного представництва башкир і казахів в республіканських органах влади. Проєкт було відхилено..

### Межі
У 1920-ті роки, після встановлення радянської влади, між башкирами і казахами існували територіальні суперечки з приводу Тук-Суранського і Зілаїрського кантону Башкирської АРСР. Згідно з Постановою ВЦВК від 21 жовтня 1924 року, частина Белебеєвского кантону (територія колишнього Ток-Суранского кантона) і Имангуловская волость Зілаирского кантона було передано до складу Киргизької АРСР (нині Казахстан). Частина башкирських земель увійшла до складу Оренбурзької та Челябінської областей, внаслідок чого Башкортостан та Казахстан виявилися розділені своєрідним «Кувандицьким коридором».